# Saint-Clémentin
Saint-Clémentin ist ein Ort und ehemalige Gemeinde mit 517 Einwohnern (Stand: 1. Januar 2017) im französischen Département Deux-Sèvres in der Region Nouvelle-Aquitaine. Sie gehörte zum Arrondissement Bressuire. Die Bewohner werden Saint-Clémentinais und Saint-Clémentinaises genannt.
Der Erlass des Präfekten vom 14. September 2012 legte mit Wirkung zum 1. Januar 2013 die Eingliederung von Saint-Clémentin als Commune déléguée zusammen mit der früheren Gemeinde Voultegon zur Commune nouvelle Voulmentin fest.

## Geografie

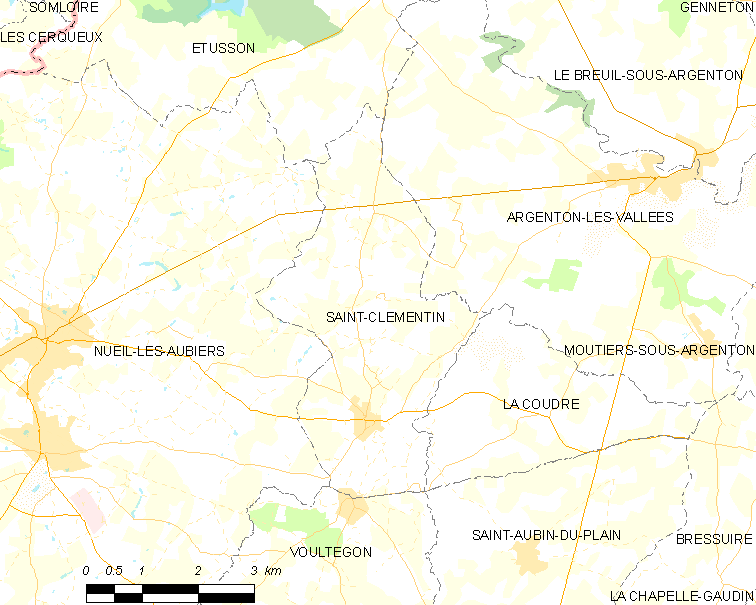
Karte von Saint-Clémentin

Saint-Clémentin liegt etwa elf Kilometer nordnordwestlich von Bressuire und etwa 69 Kilometer nördlich von Niort in der Région naturelle der Bocage bressuirais in der historischen Provinz des Poitou. Das Ortsgebiet befindet sich im Einzugsgebiet der Loire und wird vom Argenton, der es im Nordwesten begrenzt, und von seinen Nebenflüssen, dem Dolo und dem zeitweise trockenfallenden Ruisseau de Primard, entwässert.
Das Bodenrelief ist relativ flach mit Höhen außerhalb der Flusstäler über 100 m. Das Ortszentrum liegt auf etwa 115 m. Die tiefste Erhebung des Orts wird im Osten mit 87 m beim Austritt des Argenton aus dem Ortsgebiet gemessen.
Umgeben wird Saint-Clémentin von vier Nachbargemeinden und der Commune déléguée von Voulmentin:
|                   | Saint Maurice Étusson                       | Argentonnay                            |
| Nueil-les-Aubiers | Kompassrose, die auf Nachbargemeinden zeigt |                                        |
|                   | Voultegon (Voulmentin)                      | Saint-Aubin-du-Plain (Berührungspunkt) |

## Etymologie und Geschichte
Der Ort wurde vor 1050 in der Form Ecclesia sanctissimi Clementini erstmals erwähnt.
Das Priorat in Saint-Clémentin war der Abtei von Saint-Florent in Saumur angegliedert. Die Armenpflege, genannt Notre-Dame von Saint-Clémentin, wurde gegen 1343 gegründet und war abhängig von der Abtei La Trinité in Mauléon. Die Armenpflege von Saint-Jacques wurde am Ende des 17. Jahrhunderts mit dem Hospital in Argenton-Château zusammengelegt.

## Bevölkerungsentwicklung
| Saint-Clémentin: Einwohnerzahlen von 1793 bis 2017                                                                         | Saint-Clémentin: Einwohnerzahlen von 1793 bis 2017 | Saint-Clémentin: Einwohnerzahlen von 1793 bis 2017 | Saint-Clémentin: Einwohnerzahlen von 1793 bis 2017 | Saint-Clémentin: Einwohnerzahlen von 1793 bis 2017 |
| --- | -------------------------------------------------- | -------------------------------------------------- | -------------------------------------------------- | -------------------------------------------------- |
| Jahr |                                                    |                                                    |                                                    | Einwohner                                          |
| 1793 | 1793                                               |                                                    | 1.200                                              | 1.200                                              |
| 1800 | 1800                                               |                                                    | 311                                                | 311                                                |
| 1806 | 1806                                               |                                                    | 405                                                | 405                                                |
| 1821 | 1821                                               |                                                    | 690                                                | 690                                                |
| 1831 | 1831                                               |                                                    | 710                                                | 710                                                |
| 1836 | 1836                                               |                                                    | 704                                                | 704                                                |
| 1841 | 1841                                               |                                                    | 715                                                | 715                                                |
| 1846 | 1846                                               |                                                    | 742                                                | 742                                                |
| 1851 | 1851                                               |                                                    | 742                                                | 742                                                |
| 1856 | 1856                                               |                                                    | 760                                                | 760                                                |
| 1861 | 1861                                               |                                                    | 795                                                | 795                                                |
| 1866 | 1866                                               |                                                    | 739                                                | 739                                                |
| 1872 | 1872                                               |                                                    | 747                                                | 747                                                |
| 1876 | 1876                                               |                                                    | 787                                                | 787                                                |
| 1881 | 1881                                               |                                                    | 839                                                | 839                                                |
| 1886 | 1886                                               |                                                    | 834                                                | 834                                                |
| 1891 | 1891                                               |                                                    | 874                                                | 874                                                |
| 1896 | 1896                                               |                                                    | 850                                                | 850                                                |
| 1901 | 1901                                               |                                                    | 798                                                | 798                                                |
| 1906 | 1906                                               |                                                    | 774                                                | 774                                                |
| 1911 | 1911                                               |                                                    | 763                                                | 763                                                |
| 1921 | 1921                                               |                                                    | 682                                                | 682                                                |
| 1926 | 1926                                               |                                                    | 628                                                | 628                                                |
| 1931 | 1931                                               |                                                    | 638                                                | 638                                                |
| 1936 | 1936                                               |                                                    | 631                                                | 631                                                |
| 1946 | 1946                                               |                                                    | 663                                                | 663                                                |
| 1954 | 1954                                               |                                                    | 688                                                | 688                                                |
| 1962 | 1962                                               |                                                    | 707                                                | 707                                                |
| 1968 | 1968                                               |                                                    | 670                                                | 670                                                |
| 1975 | 1975                                               |                                                    | 605                                                | 605                                                |
| 1982 | 1982                                               |                                                    | 516                                                | 516                                                |
| 1990 | 1990                                               |                                                    | 506                                                | 506                                                |
| 1999 | 1999                                               |                                                    | 501                                                | 501                                                |
| 2006 | 2006                                               |                                                    | 545                                                | 545                                                |
| 2013 | 2013                                               |                                                    | 509                                                | 509                                                |
| 2017 | 2017                                               |                                                    | 517                                                | 517                                                |
| Quelle(n): EHESS/Cassini bis 1999, INSEE ab 2006 Anmerkung(en): Ab 1962 offizielle Zahlen ohne Einwohner mit Zweitwohnsitz |                                                    |                                                    |                                                    |                                                    |

## Sehenswürdigkeiten
- Kapelle Les Rosiers aus dem 16. Jahrhundert, seit 1994 als Monument historique klassifiziert
- Pfarrkirche Saint-Clémentin, ehemaliges Priorat. Die Mönche von Saint-Florent de Saumur hatten im 11. Jahrhundert ein Priorat in Saint-Clémentin. Sie nahmen auch die Pfarrkirche romanischen Ursprungs in Besitz. Es wurde im 15. und frühen 16. Jahrhundert teilweise wiederaufgebaut. Während der Hugenottenkriege wurde es von den Protestanten verwüstet. Das heutige Gebäude wurde zwischen 1878 und 1882 neu gebaut. Portalvorbau am Fuß des Kirchturms und Helm sowie das Eingangsportal des ehemaligen Priorats sind seit 1989 als Monument historique eingeschrieben.
- Kapelle Saint-Ouen
- Oratorium Sainte-Anne

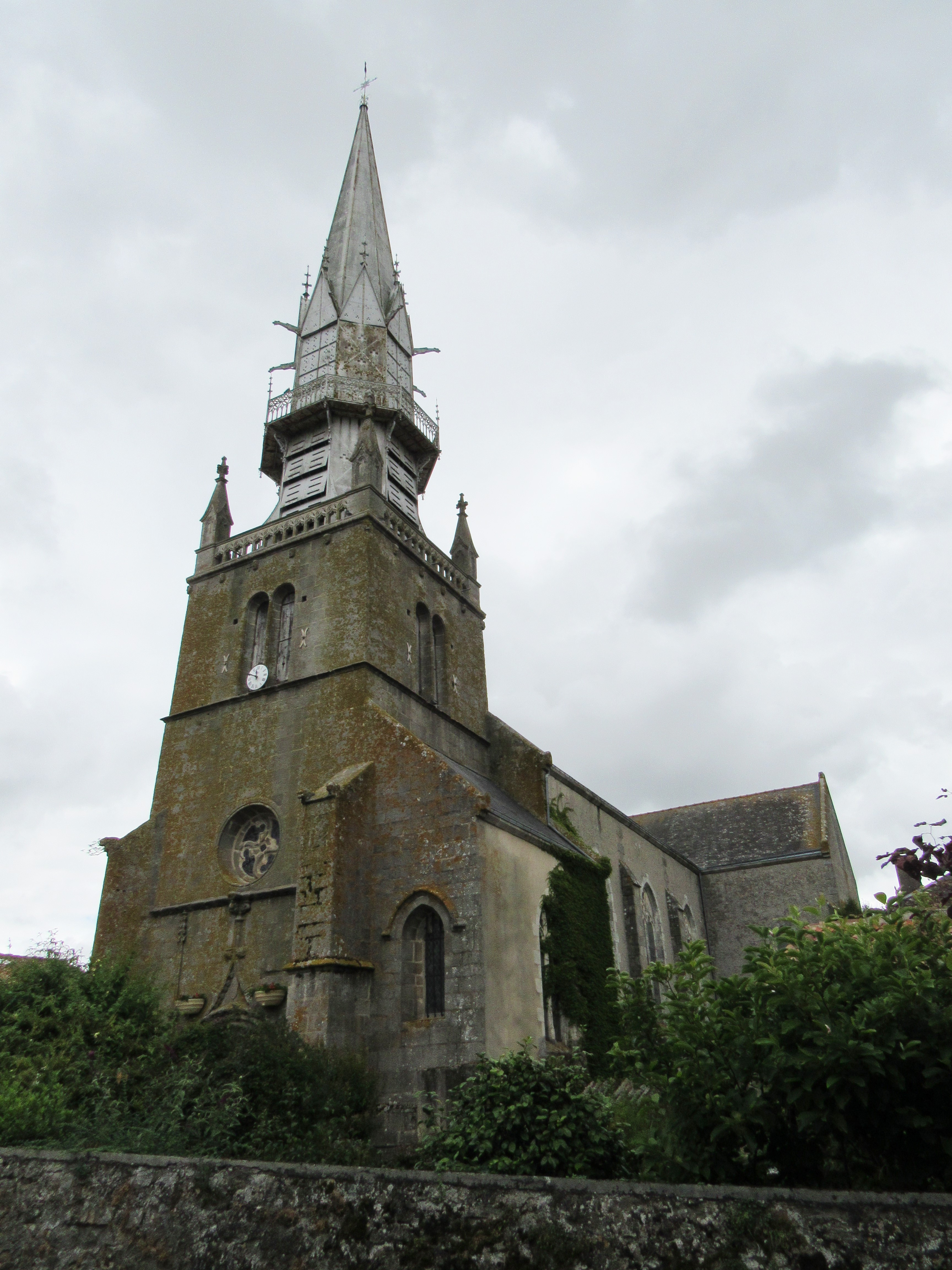
Pfarrkirche Saint-Clémentin
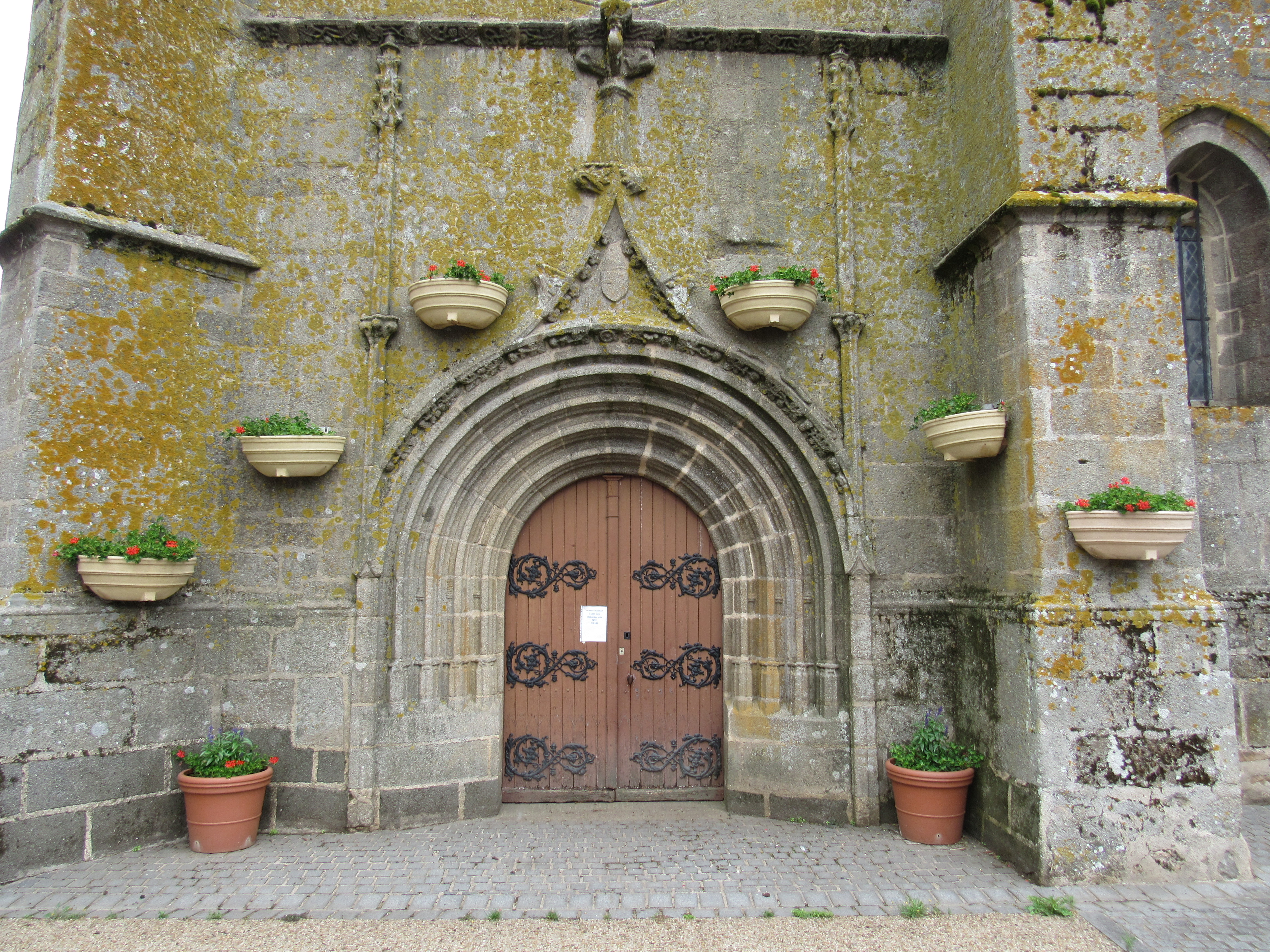
Eingangsportal
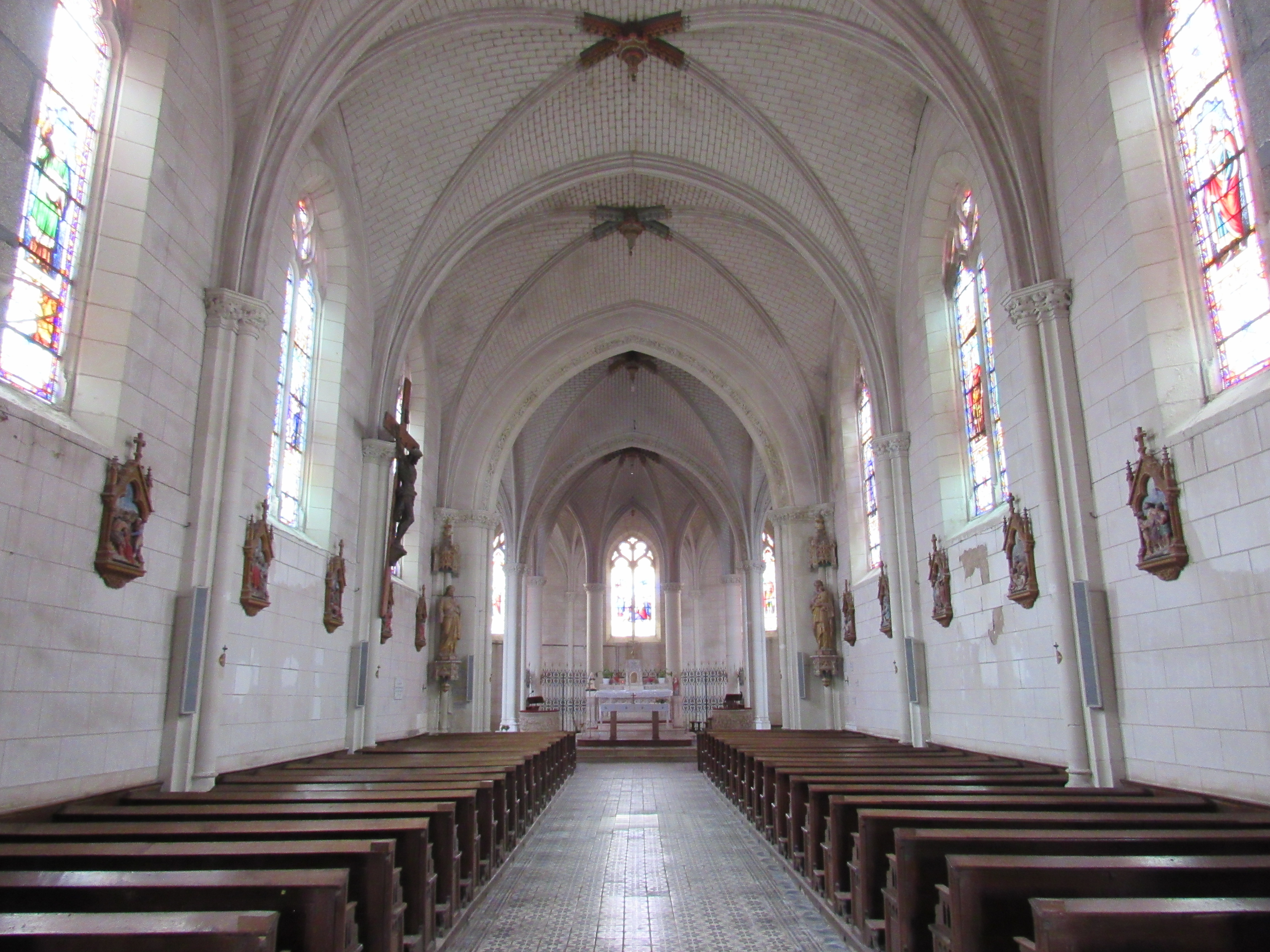
Innenraum
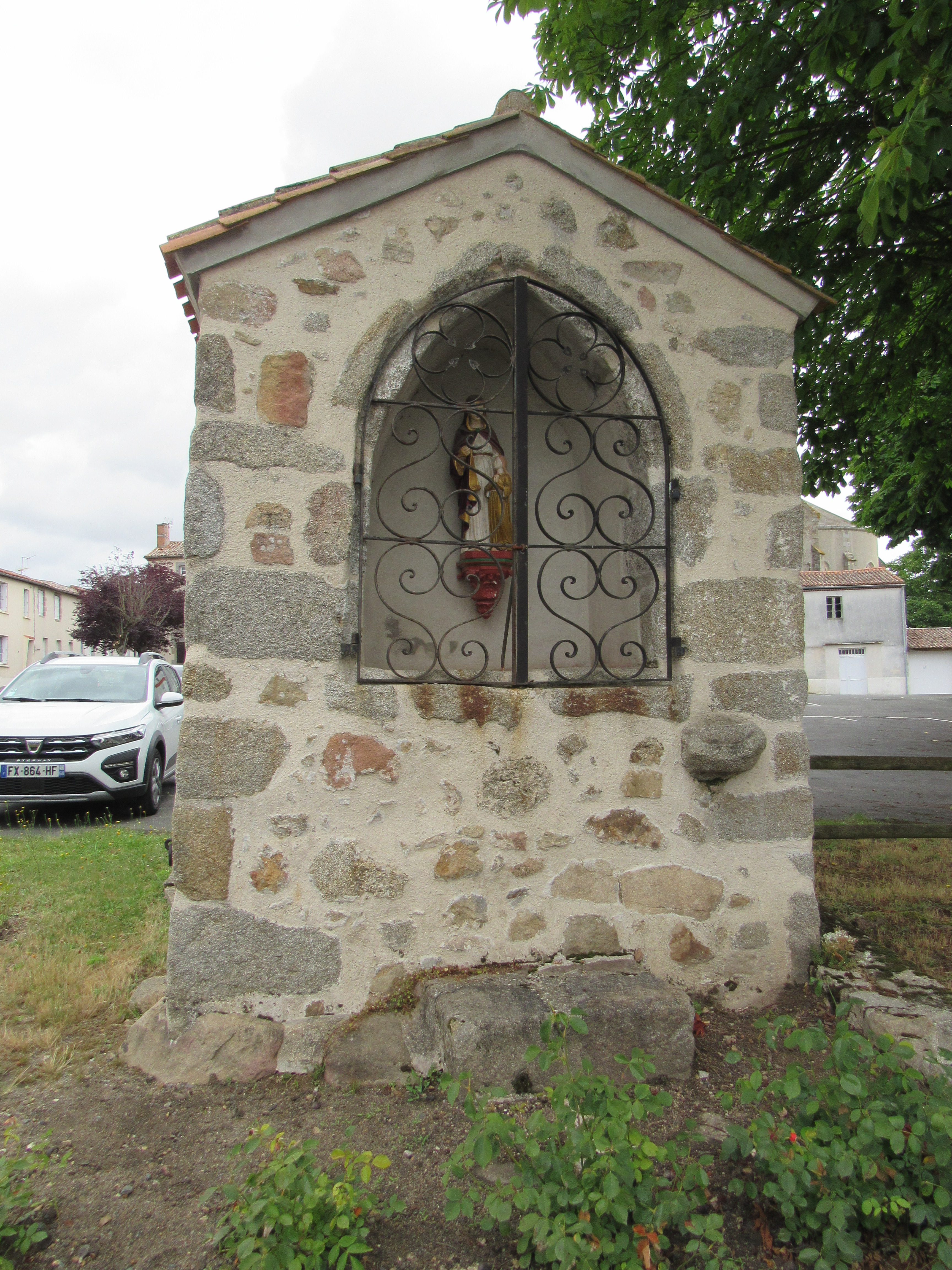
Oratorium Sainte-Anne